# 空洞騎士
《空洞騎士》（又译作）是由澳大利亚独立团队樱桃游戏工作室 开发的一款 2D 类银河恶魔城动作冒险游戏。2017年2月24日首先於Windows平台發售，之後又推出MacOS、Linux、任天堂Switch、PlayStation 4、Xbox One等版本。遊戲的部分開發資金來自於Kickstarter網站的群眾募資，直到2014年底募款結束為止累計金額超過5萬7千多澳元。
遊戲故事講述一位小騎士所進行的冒險，他前往探查一座因瘟疫而荒廢多時的地下昆蟲王國聖巢（Hallownest）。小骑士在旅途中探索未知地區、遇到各式各樣的或敌或友的昆蟲、擊敗数十个Boss、学习技能与法术、收集物品和護符，在片段式的文字中解读各处的歷史、揭开王国的秘密，並在過程中了解自身的使命，最後直面瘟疫的源头。
2019年2月14日，官方宣布將推出續作《空洞骑士：丝之歌》，未來將在Windows、Mac、Linux、Switch平台推出，其他平台則會較慢推出。這次將由《空洞騎士》中的角色「大黃蜂」（Hornet）擔任主角，戰鬥方式異於前作、並包含更多新內容。

## 遊戲玩法

《空洞騎士》實際遊玩畫面

《空洞騎士》的遊戲方式主要分為探索、平台移動、戰鬥三大層面。作為平台類型的遊戲，玩家可使用各種移動與戰鬥技巧，諸如衝刺、蹬墻跳、二段跳躍、法術攻擊等等，以助於探索遊戲中廣大的世界。作為類銀河惡魔城的遊戲，地圖分為數個大區域，每個區域由無數的場景連結而成，某些地區需要先取得特定物品或能力後才能進入。遊戲地圖不會自動出現，必須向商人購買才能查閱各區域地圖，或是跟商人購買道具讓玩家能記錄下已探索過的地區。
遊戲的戰鬥系統偏重近戰，以平砍為主，沒有複雜的指令連招。主角的武器是一根骨釘（Nail），被當作長劍來揮砍，可進行上下左右四個方位的攻擊。骨釘可透過升級來強化攻擊力，此外還可學習名為骨釘技藝的招式，可借用由蓄力施展出三招攻擊招式。法術則是另一套攻擊手段，如同骨釘技藝也有三招，且後續還能各強化一次，需要消耗靈魂才能施展。護符可裝備到身上並產生如增加血格（游戏中称为面具）、提升揮砍速度之類的增益效果。在許多區域中會出現BOSS級別的敵人，若不擊倒則可能無法繼續向前探索，另外還有些BOSS會掉落一些關鍵道具或法術。
遊戲中的交易貨幣名為吉歐（Geo），用來購買物品或其他用途，可透過擊敗敵人來收集。除了血量以外，靈魂（Soul）是另一項常駐的重要數值，作用是回復血量或施展法術，每次使用骨釘攻擊敵人便會吸收到一些靈魂。當玩家死亡後便會失去全部的吉歐並降低靈魂容量上限，必須返回死亡時的地點擊殺自己的虛空才能取回，若是返回中途再次死亡則會失去所有吉歐。

## 劇情
遊戲設計劇情讓玩家從細節中推論，故未必完全準確。
《空洞骑士》设定在一个遭到废弃已久的王国－圣巢（Hallownest），游戏主角小骑士（The Knight）某天受到神秘力量的呼喚来到了圣巢。在这个逐渐衰败的王国中，几乎全部的居民都被一种未知并缓慢散播的疾病感染，丧失了意志并不断的攻击小骑士。旅途中小骑士也遇见了圣巢的保护者大黄蜂（Hornet）阻碍他的前进。在调查过安息之地的守梦者（Dreamers）纪念碑后，主角将会获得重要道具“梦之钉”，并可以以此挑战守梦者，从而逐渐推进主线剧情。
许久之前，一位叫做辐光（The Radiance）的强大神灵在戰爭打敗虛空後，统治著虫群，用其控制夢境來掌管所有虫子的意志。在此同时，一个古老强大的种族沃姆（Wyrm）莫名原因長途跋涉來到聖巢，在王國邊緣退去巨大的外殼並重生成为了一隻新的虫子－苍白之王（Pale King）。苍白之王解救了虫群脱离辐光的控制，并建立了伟大的圣巢王国，在聖巢鼎盛時，輻光卻又開始出現在夢境中，不甘被遺忘的他试图傳播感染來持續控制整個聖巢，在夢境被他照耀的蟲子都會被感染，被感染的蟲子會先短暫死亡，再由瘟疫所復活，但是復活之後便會變得失去自我且異常暴力，會攻擊尚未感染的蟲子們（小騎士會被攻擊的主要原因）。苍白之王在试著透過隔離來減緩感染，但發現瘟疫是透過夢境傳播的，在一番研究之後，发现了一种可能有效的方式，就是利用與光明對立的原始力量（虛空），他试图将虚空的力量與容器結合，创造出一个没有感情、纯粹由虚无构成的生物，以用来封印辐光，只是條件非常苛刻，需要他和白色夫人的靈魂加上深淵的力量才有機會創造出合格的容器。在无数的失败后，仅有两个容器存活了下来－游戏主角小骑士和一位被认为成功达到纯粹虚无的容器－空洞骑士（Hollow Knight）。苍白之王将封印辐光后的空洞骑士封锁在黑卵神殿内，為了確保萬無一失，再由三位守梦者以永遠沉睡的代價保护封印，被封印的浮光便無法透過夢境感染。
但是苍白之王沒有想到，純粹容器有所缺陷，並沒有達到沒有思考、感情和聲音的條件，其中原因可能是他對父親（蒼白之王）產生的仰慕之情（苦痛之路終點的劇情）或者是他走出深淵時就已經有所猶豫的關係（回頭看向深淵的那段劇情），所以擁有“思考”和“感情”的空洞騎士讓輻光有了可乘之機，於是入侵了他的思想，於是感染再度在聖巢爆發，而有望拯救聖巢的蒼白之王卻與他的宮殿一同消失了，而白色夫人也出於愧疚，於是封印了自己，感染就這樣持續到小騎士來到聖巢的那個年代。守梦者们希望小骑士能打破封印并杀死空洞骑士，并将輻光给封印在自己体内，代替新一任空洞骑士。大黄蜂却相信以小骑士强大的战斗能力，说不定两人能够成功的消灭感染的根源－辐光。
游戏一共有6种结局：
1. 空洞骑士：小骑士杀死了空洞骑士并将感染封印在自己体内，成为新任空洞骑士。
2. 封印的同胞：小骑士获得了虚空之心，得到了控制虚空的能量。大黄蜂帮助小骑士打倒空洞骑士。结尾和结局一相同，只是大黄蜂成为了新任守梦者并且能量被用以封印感染，两人一同被永远困在神殿内。
3. 不再有梦：小骑士获得了虚空之心，得到了控制虚空的能量。大黄蜂帮助打倒空洞骑士后，小骑士进入空洞骑士的梦中世界，并挑战辐光。随后，小骑士解放了虚空的力量并把辐光拉入深渊，自己的身体也已毁坏，暗示着其回归虚空或死亡。结尾大黄蜂看了一眼小骑士破碎的面具后黯然离开。
4. 拥抱虚空：小骑士获得了虚空之心并打通了圣巢的万神殿，击败了最终的无上辐光。虚空实体出现并彻底杀死了无上辐光，使其消散为精华。之后，虚空从神居的天空中降下。寻神者惊恐地凝望着黑色的物质自云层之上渗下。虚空实体迅速向神居中庭俯冲，经过时几根虚空卷须伸出并缠绕住了寻神者，改变了她的命运。黑卵圣殿之内，大黄蜂正困惑地注视着藤蔓褪去感染。一个拖着锁链的身影跄踉着走出，使大黄蜂立刻摆出战斗准备姿势。这个身影就是被从在体内封印辐光的任务中解放的空洞骑士。
5. 娇嫩的花：此结局与结局四相同，但是因为此前小骑士为寻神者送过花，所以濒死的寻神者捧着小骑士送给她的花。一滴虚空落在了娇嫩的花上。虚空卷须爆发后，明亮的白光一闪，寻神者和虚空一起消失了，只在原地留下了娇嫩的花，看起来正在消散，其中一片花瓣上染上了黑色。接下来的画面与结局四也是相同的。
6. 时代的终结（额外结局）：在达成其他任意结局后，以特定顺序在全部区域聆听蘑菇先生的对话，完成蘑菇先生的任务。在主要剧情动画后，会额外播放一个蘑菇先生飞向天空的过场动画。以一个写着未完待续的画面结束。

## 音樂

### Hollow Knight Original Soundtrack
| 曲目表 | 曲目表           | 曲目表 |
| 曲序   | 曲目             | 时长   |
| ------ | ---------------- | ------ |
| 1.     | Enter Hallownest | 1:30   |
| 2.     | Dirtmouth        | 1:55   |
| 3.     | Crossroads       | 2:28   |
| 4.     | False Knight     | 3:05   |
| 5.     | Greenpath        | 3:37   |
| 6.     | Hornet           | 2:47   |
| 7.     | Reflection       | 1:39   |
| 8.     | Mantis Lords     | 1:46   |
| 9.     | City of Tears    | 2:59   |
| 10.    | Dung Defender    | 2:07   |
| 11.    | Crystal Peak     | 4:08   |
| 12.    | Fungal Wastes    | 3:04   |
| 13.    | Decisive Battle  | 2:06   |
| 14.    | Soul Sanctum     | 4:31   |
| 15.    | Resting Grounds  | 2:12   |
| 16.    | Queen’s Gardens  | 1:46   |
| 17.    | The White Lady   | 1:20   |
| 18.    | Broken Vessel    | 1:59   |
| 19.    | Kingdom’s Edge   | 2:22   |
| 20.    | Nosk             | 1:50   |
| 21.    | Dream            | 2:01   |
| 22.    | Dream Battle     | 2:25   |
| 23.    | White Palace     | 4:19   |
| 24.    | Sealed Vessel    | 5:45   |
| 25.    | Radiance         | 2:18   |
| 26.    | Hollow Knight    | 1:37   |

## 開發
2014年11月Team Cherry在Kickstarter网站发起《空洞骑士》的募资活动，并于同年12月达成目标金额。2015年1月游戏开发引擎由Stencyl换成Unity，以承担更多更复杂的游戏内容。2015年9月游戏的Beta测试版发送给募资活动的赞助者来试玩，官方也继续努力达成募资活动设定的开发目标。2017年1月官方宣布遊戲也將登上任天堂Switch平台，但最初募資時承諾推出的WiiU版本則停止開發。2017年2月24日遊戲於Windows平台正式發售。
《空洞騎士》的部分靈感源自於FC平台的老遊戲《林克的冒險》、《沙那多》（Faxanadu），銀河戰士系列與惡魔城系列同樣对其有一定的影響，近期的《黑暗靈魂》也有帶來一些啟發但並非主要的部分。
而遊戲名稱的由來則是開發公司Team Cherry的執行長命名的，由於這是一個單機遊戲，而且主角又是在一個洞窟裡，顯得格外空虛、空洞、悲哀，所以將其命名為空洞騎士。

## 發行
2017年2月24日发布Windows版。2017年6月，Team Cherry宣布與IndieBox網站合作推出遊戲實體版的訂閱服務，訂閱者可獲得一份限量收藏版遊戲，內含一張DRM-free版遊戲光碟、原聲帶、說明書、Steam版遊戲序號、以及其他相關周邊物品。macOS和Linux版于2017年4月11日发布。
2017年11月14日官方宣布遊戲的任天堂Switch版本將延期至2018年初期發售，未來也有機會在其他平台推出，但目前暫時沒有具體計畫。
2018年6月12日发布了任天堂Switch版，2018年9月25日发布了Xbox One和PlayStation 4版。

### 擴展內容
游戏发售后总计发布了四次扩展内容（DLC）更新，均为免费。
第一波扩展内容“隐藏的梦”（Hidden Dreams）于2017年8月3日推出，该次更新包含2个新BOSS、新的传送道具、新的鹿角车站等内容。
第二波扩展内容“格林剧团”（The Grimm Troupe）于2017年10月26日推出，该次更新包含新的剧情任务、新的BOSS与小怪、新的护符、更多NPC...等内容。
第三波扩展内容“源血”（Lifeblood）于2018年4月20日推出，该次更新包含了几个新的主菜单背景、一个新的boss，对游戏的部分优化、以及大量对NPC的调整。
第四波扩展内容“寻神者”（Godmaster）于2018年8月23日推出，该次更新包含了一个全新的游戏模式，增加了一个关键场景“神居”。加入了全新的角色、任务、秘密与新的最终 Boss无上辐光和新結局。

### 銷售
遊戲發售後一個月銷量超過6萬5千份，2017年5月17日銷量超過10萬份，2017年9月14日為止銷量超過50萬份，直到2018年6月初為止銷量已超過100萬份。Switch版本在發售兩周後銷量就超過25萬份。2019年2月14日，官方透露銷量已超過280萬。

## 評價
《空洞騎士》在發售後普遍獲得好評，Windows版本在Metacritic網站獲得87分的媒體平均分數；任天堂Switch版本获得了更高的90分媒体平均分数。

### 獎項
| 年份 | 獎項                      | 類別                           | 結果 | 參考資料      |
| ---- | ------------------------- | ------------------------------ | ---- | ------------- |
| 2017 | 遊戲大獎                  | 最佳初次亮相獨立遊戲           | 提名 | [ 39 ]        |
| 2017 | PC Gamer 年度遊戲獎       | 最佳平台類型遊戲               | 獲獎 | [ 40 ]        |
| 2017 | Destructoid 年度遊戲獎    | 最佳PC遊戲                     | 提名 | [ 41 ]        |
| 2017 | IGN's Best of 2017 Awards | 最佳平台類型遊戲               | 提名 | [ 42 ]        |
| 2018 | 遊戲開發者選擇獎          | 最佳初次亮相遊戲 (Team Cherry) | 提名 | [ 43 ]        |
| 2019 | 国家电子游戏行业研究院獎  | 藝術指導                       | 提名 | [ 44 ] [ 45 ] |
| 2019 | 国家电子游戏行业研究院獎  | 角色設計                       | 提名 | [ 44 ] [ 45 ] |
| 2019 | 国家电子游戏行业研究院獎  | 設計，新IP                     | 獲獎 | [ 44 ] [ 45 ] |
| 2019 | 国家电子游戏行业研究院獎  | 動作遊戲                       | 提名 | [ 44 ] [ 45 ] |

## 挑战
《空洞骑士》由于其较高难度的特点吸引了玩家挑战各种成绩，如速通挑战、无伤挑战等。2022年4月21日，中国大陆玩家Remto丶 （页面存档备份，存于）完成了“无伤四锁五门”这项之前被认为几乎不可能成功的挑战，引起海内外玩家轰动；其无伤挑战视频最受关注时曾为bilibili全站排行榜第16名。

## 外部連結
- 官方网站（英文）
- Hollow Knight Wiki （页面存档备份，存于）（英文）
- 空洞骑士中文维基 （页面存档备份，存于）